# Jan Hendriks
Johannes Willibrordus Maria Hendriks (ur. 17 listopada 1954 w Leidschendam) – holenderski biskup rzymskokatolicki, biskup diecezjalny Haarlemu-Amsterdamu od 2020.

## Życiorys
Święcenia kapłańskie otrzymał 29 września 1979 i został inkardynowany do diecezji rotterdamskiej. Przez kilkanaście lat pracował jako duszpasterz parafialny. W 1997 został wicerektorem seminarium w Haarlem, a rok później objął funkcję jego rektora.
25 października 2011 Benedykt XVI mianował go biskupem pomocniczym diecezji Haarlemu, ze stolicą tytularną Arsacal. Sakry biskupiej udzielił mu 10 grudnia 2011 biskup Jos Punt.
22 grudnia 2018 został mianowany biskupem koadiutorem Haarlemu-Amsterdamu. 1 czerwca 2020 w związku z przyjęciem przez papieża rezygnacji Josepha Punta został biskupem diecezjalnym tejże diecezji.